# Péter Váradi

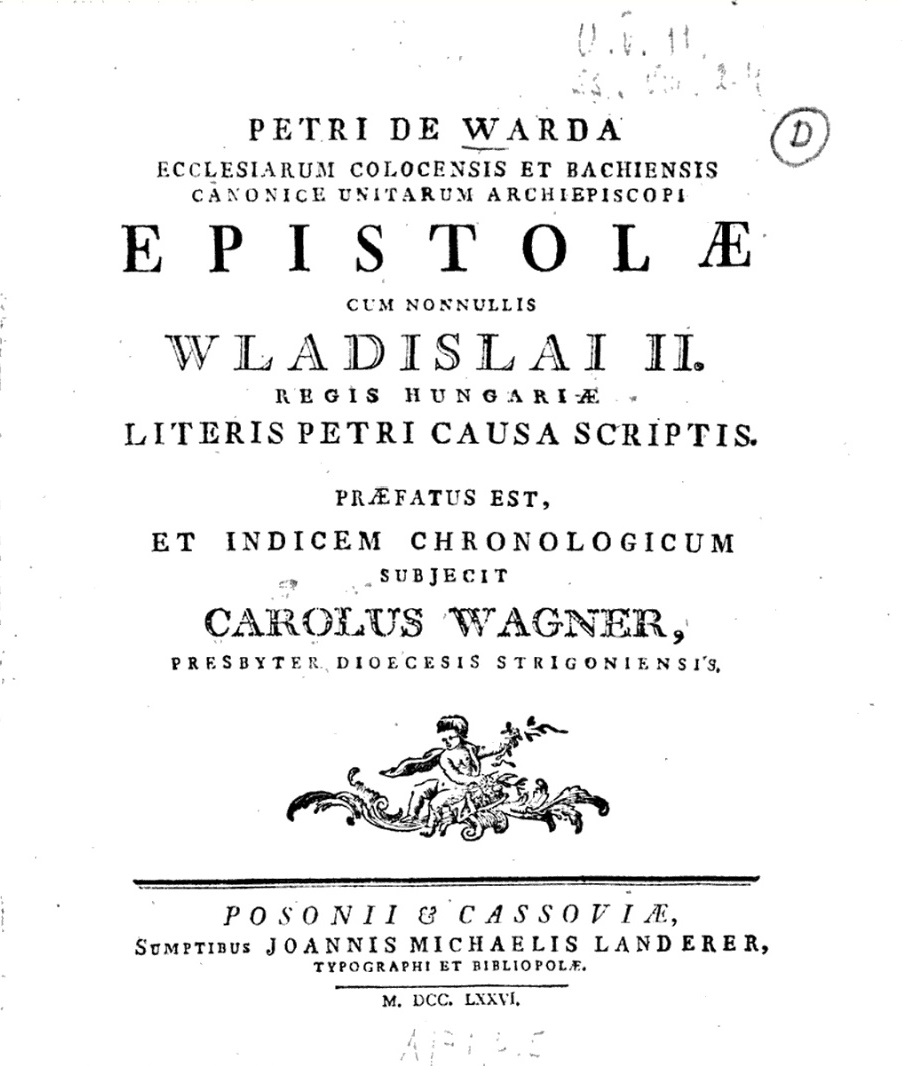
Petri de Warda, ecclesiarum Colocensis et Bachiensis canonice unitarum archiepiscopi epistulae nonnullis Wladislai II. regis Hungariae literis Petri causa scriptis (1776)

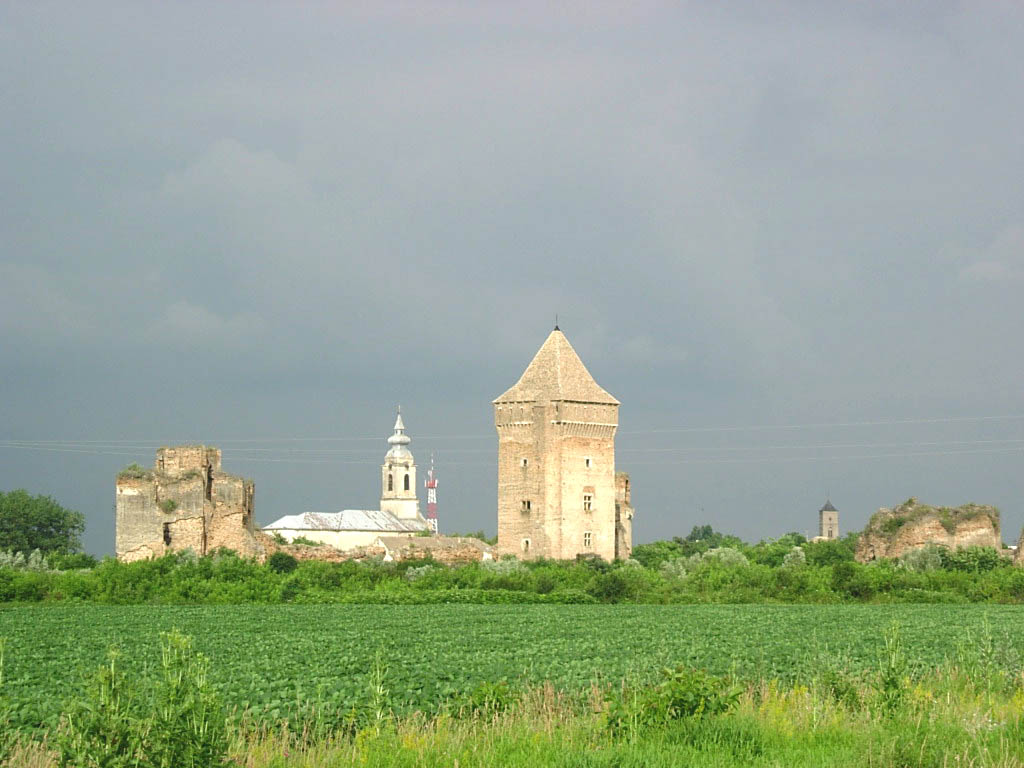
Ruinele de astăzi ale castelului Bács; pe fundal, biserica catolică Sf. Pavel; în dreapta se află Biserica Franciscană.

Péter Váradi (Adorján) (n. secolul al XV-lea, Oradea, Regatul Ungariei – d. 1501) a fost un arhiepiscop de Kalocsa și scriitor umanist renascentist. Váradi a intrat în istoria literară datorită corespondenței sale. Contemporan cu Ioan Viteaz de Sredna și Janus Pannonius, unele dintre cele mai mari personalități umaniste ale vremii sale, Váradi a corespondat pe larg cu regi, savanți, papi, cardinali, episcopi și domnitori. 

## Biografie
S-a născut probabil la Oradea, sau cel puțin și-a petrecut copilăria aici, ajungând de timpuriu la orfelinat. A primit cea mai bună educație prin grija lui Ioan Viteaz de Sredna. 
În 1465, când Vitéz s-a mutat de la Oradea la Arhiepiscopia de Esztergom, Péter Váradi l-a urmat și el la Esztergom, unde a devenit canonic. Ulterior s-a dus să studieze la Bologna, iar la întoarcere a fost numit secretar regal la curtea lui Matia Corvin. În 1478 a devenit primul secretar al regelui, păzitor al sigiliului Regatului Ceh, iar în 1479 cancelar secret și în 1480 arhiepiscop de Kalocsa. 
În 1479 a petrecut vara alături de regele Matia, într-o campanie împotriva turcilor. Chiar și după ce s-a încheiat pacea, el a trăit lângă Matia fiind cel mai de încredere om al său. De asemenea, a ocupat un loc proeminent în rândul umaniștilor de la curtea marelui rege. Matia l-a însărcinat să strângă poeziile lui Janus Pannonius. Regele l-a răsplătit cu multe daruri, între altele o casă în cetatea Buda; l-a făcut stareț și guvernator regal al orașului Petrovaradin, și a intervenit la Roma pentru a-l numi cardinal.   
Cu toate acestea, norocul l-a făcut arogant. El a început să urmeze o procedură solicitantă și plină de supraveghere împotriva regelui și,  dacă regele nu voia să-i urmeze recomandările, se cufunda în declarații amenințătoare. Regele l-a închis pentru acest comportament în 1484 și l-a dus la castelul Orava. În 1489 este transferat în castelul Visegrád. 
Eliberat după un timp, și-a rezolvat problemele financiare și veniturile și a început renovarea Castelului Bács. El  l-a transformat într-un centru umanist. Simțind pericolul turc, s-a gândit imediat la renovarea sistemului defensiv al castelului. Într-o scrisoare din 11 decembrie, citând pericolul unui atac turc, el a ordonat ca toate casele de iobagi din Bács să furnizeze un stânjen de făină pentru aprovizionarea celor două localități, Bălgrad și Sabac și ca toate cele douăzeci de case să ofere împreună un porc afumat (cu capul și picioarele) în același scop. Vladislav al II-lea al Ungariei l-a onorat, de asemenea, cu bunăvoința sa constantă, i-a cerut sfatul și a petrecut săptămâni pe domeniul lui. În 1492 a luat parte la dezmembrarea fostei armate mercenare a lui Matia Corvin (armata neagră), care se presupunea că este alături de Halas.
Moartea sa s-a produs în 1501, scaunul arhiepiscopal fiind deja vacant în iunie a aceluiași an.

## Ediții
- Petri de Varda (Adorian) Epistole (ab anno 1490-1498) cum nonnullis Wladislai II. Regis Hung. Liter Petri causa scriptis. Praefatus est și Indicem cronologicum subjecit Carolus Wagner. Posonii et Cassoviae, 1776. (127 de scrisori către papă și rege, cardinali și înalți preoți, domni și străini, credincioși și oficiali; care prezintă o lume interesantă pentru întreaga țară, dar mai ales pentru starea Arhiepiscopiei de Kalocsa la acea vreme. Wagner Samuel Samuel Székely XVIII. a folosit o copie a unui colecționar celebru din secolul al XIX-lea; nu avem nicio cunoaștere a locației copiei originale contemporane.) - A scris în latină în conformitate cu tradițiile umanismului.

## Mai multe informații
- Mihály Szegedy-Maszák : Péter Váradi și cartea sa de scrisori, tankonyvtar.hu
- János Véber : Prietenia bătrânilor Filippo Beroaldo și Péter Váradi în lumina recomandărilor de carte, epa.hu